# Kresnomulyo
Kresnomulyo is een bestuurslaag in het regentschap Pringsewu van de provincie Lampung, Indonesië. Kresnomulyo telt 6136 inwoners (volkstelling 2010).